# El que amaguen els joncs
El que amaguen els joncs (grec: Πίσω από τις θημωνιές, transcrit com a Píso apo tis thimonies; lit. ‘Darrera dels pallers’) és una pel·lícula dramàtica grega del 2022 escrita i dirigida per Asimina Proedrou en el seu debut com a directora. La pel·lícula explica la història d'un pescador de mitjana edat que, davant d'un deute creixent, comença a portar refugiats a través d'un llac a la frontera nord de Grècia. Va ser estrenada al 63è Festival Internacional de Cinema de Tessalònica a la secció 'Competició Coneix els teus Veïns' l'11 de novembre de 2022. S'ha subtitulat al català.
El que amaguen els joncs va ser nominada en 17 categories a la 14a edició dels Premis de l'Acadèmia del Cinema Hel·lènic, i va guanyar el premi a la millor pel·lícula juntament amb nou guardons més. Va ser seleccionada com a entrada grega per la Millor pel·lícula internacional als Premis Oscar de 2023. El 7 de desembre, va aparèixer a la llista elegible per ser considerada per als Oscars 2024, però finalment no va ser nominada.

## Argument
El 2015, un pescador de mitjana edat que viu a la frontera de Grècia amb Macedònia del Nord a prop del llac Dòiran es troba amb un profund deute. Comença el tràfic d'immigrants a través de la frontera, a canvi d'una gran suma. La seva dona, mestressa de casa i devota feligresa, busca la veritat, mentre que la seva filla intenta definir la seva pròpia vida en un entorn opressiu. Aleshores, un tràgic incident colpeja la família, empenyent els tres herois a enfrontar-se als seus propis atzucacs i debilitats personals, alhora que s'han de plantejar, per primera vegada a la seva vida, el preu a pagar per les seves accions.
Durant aquest període diversos països europeus havien tancat les seves fronteres, cosa que va provocar que centenars de refugiats i immigrants quedessin atrapats prop de les fronteres del nord de Grècia.

## Repartiment
- Stathis Stamoulakatos com Stergios
- Eleni Ouzounidou com a Maria
- Evgenia Lavda com Anastasia
- Christos Kontogeorgis com a Christos
- Dina Mihailidou com a Geòrgia
- Paschalis Tsarouhas com a Dimitris
- Leonidas Alatsakis com a Nikos

## Llançament
La pel·lícula es va estrenar al 63a Festival Internacional de Cinema de Tessalònica a la secció "Coneix els veïns" l'11 de novembre de 2022. Va competir al 53è Festival Internacional de Cinema de l'Índia el novembre de 2022 i va guanyar el premi IFFI al millor director debut per Asimina Proedrou.
Va ser seleccionada al Festival de Cinema de Sydney per a la seva estrena a Austràlia el 10 de juny de 2023. Es va estrenar a Irlanda durant el Galway Film Fleadh el 12 de juliol de 2023. També va ser projectada al Festival de Cinema d'Oldenburg el 15 de setembre de 2023.

## Recepció
Amber Wilkinson de ScreenDaily va ressenyar la pel·lícula al Festival Internacional de Cinema de Tessalònica: "L'enfocament de Proedrou pot ser líric, però també econòmic." Nadine Whitney, va escriure per The Curb, "El que amaguen els joncs és alhora poètica i càustica." Whitney va afegir que "Proedrou, condemnant subtilment la societat grega per ignorar el sofriment humà, no està oferint respostes; està demostrant com és de fàcil per a la gent evitar assumir la responsabilitat".

## Reconeixements
Píso apó tis thimoniés va ser finalista per als premis del cinema europeu als 36ns Premis del Cinema Europeu, però no va ser nominat a les nominacions anunciades el 7 de novembre. La cerimònia va tenir lloc el 9 de desembre de 2023 a Berlín.
La pel·lícula va establir un rècord als Premis de l'Acadèmia del Cinema Hel·lènic en aconseguir 17 nominacions i guanyar els premis a la millor pel·lícula, millor director, director debut, millor guió, millor actor principal, millor actriu i actor secundari, millor fotografia, millor muntatge. i millor so.
La pel·lícula també va ser seleccionada com a entrada de Grècia per a les nominacions als XXXVIII Premis Goya com a la Millor Pel·lícula Europea competint amb altres nou seleccions de 9 països europeus. Finalment no va ser nominada.
| Premi                                           | Data                   | Categoria                                                         | Receptor                                                                    | Resultat  | Ref.         |
| ----------------------------------------------- | ---------------------- | ----------------------------------------------------------------- | --------------------------------------------------------------------------- | --------- | ------------ |
| Festival Internacional de Cinema de Tessalònica | 14 de novembre de 2022 | Mencions especials                                                | Píso apó tis thimoniés                                                      | Guanyador | [ 20 ]       |
| Festival Internacional de Cinema de Tessalònica | 14 de novembre de 2022 | Premis FIPRESCI: Premi de l'Associació Grega de Crítics de Cinema | Píso apó tis thimoniés                                                      | Guanyador | [ 20 ]       |
| Festival Internacional de Cinema de Tessalònica | 14 de novembre de 2022 | Premi Centre de Cinema Grec (ex aequo)                            | Píso apó tis thimoniés                                                      | Guanyador | [ 20 ]       |
| Festival Internacional de Cinema de Tessalònica | 14 de novembre de 2022 | Premi de la Comissió de Cinema Hel·lènic a la millor locació      | Giorgos Babanaras                                                           | Guanyador | [ 20 ]       |
| Festival Internacional de Cinema de l'Índia     | 28 de novembre de 2022 | Premi IFFI al millor director debutant                            | Asimina Proedrou                                                            | Guanyador | [ 10 ]       |
| Premis de l'Acadèmia de Cinema Hel·lènic        | 29 de juny de 2023     | Millor pel·lícula                                                 | Píso apó tis thimoniés                                                      | Guanyador | [ 6 ] [ 21 ] |
| Premis de l'Acadèmia de Cinema Hel·lènic        | 29 de juny de 2023     | Millor director                                                   | Asimina Proedrou                                                            | Guanyador | [ 6 ] [ 21 ] |
| Premis de l'Acadèmia de Cinema Hel·lènic        | 29 de juny de 2023     | Millor director debutant                                          | Asimina Proedrou                                                            | Guanyador | [ 6 ] [ 21 ] |
| Premis de l'Acadèmia de Cinema Hel·lènic        | 29 de juny de 2023     | Millor guió                                                       | Asimina Proedrou                                                            | Guanyador | [ 6 ] [ 21 ] |
| Premis de l'Acadèmia de Cinema Hel·lènic        | 29 de juny de 2023     | Millor actor en paper principal                                   | Stathis Stamoulakatos                                                       | Guanyador | [ 6 ] [ 21 ] |
| Premis de l'Acadèmia de Cinema Hel·lènic        | 29 de juny de 2023     | Millor actor en paper secundari                                   | Christos Kontogeorgis                                                       | Guanyador | [ 6 ] [ 21 ] |
| Premis de l'Acadèmia de Cinema Hel·lènic        | 29 de juny de 2023     | Millor actriu en paper secundari                                  | Dina Mihailidou                                                             | Guanyador | [ 6 ] [ 21 ] |
| Premis de l'Acadèmia de Cinema Hel·lènic        | 29 de juny de 2023     | Millor fotografia                                                 | Simos Sarketzis                                                             | Guanyador | [ 6 ] [ 21 ] |
| Premis de l'Acadèmia de Cinema Hel·lènic        | 29 de juny de 2023     | Millor muntatge                                                   | Ilektra Venaki                                                              | Guanyador | [ 6 ] [ 21 ] |
| Premis de l'Acadèmia de Cinema Hel·lènic        | 29 de juny de 2023     | Millor so                                                         | Nikos Papadimitriou, Ilektra Venaki, Persefoni Miliou, Kostas Varympopiotis | Guanyador | [ 6 ] [ 21 ] |
| Premis de l'Acadèmia de Cinema Hel·lènic        | 29 de juny de 2023     | Millor actriu                                                     | Eleni Ouzounidou                                                            | Nominat   | [ 6 ] [ 21 ] |
| Premis de l'Acadèmia de Cinema Hel·lènic        | 29 de juny de 2023     | Millor disseny de vestuari                                        | Kiki Miliou                                                                 | Nominat   | [ 6 ] [ 21 ] |
| Premis de l'Acadèmia de Cinema Hel·lènic        | 29 de juny de 2023     | Millor banda sonora                                               | Marios Strofalis                                                            | Nominat   | [ 6 ] [ 21 ] |
| Premis de l'Acadèmia de Cinema Hel·lènic        | 29 de juny de 2023     | Millor disseny de maquillatge, cabell i efectes especials         | Dora Nazou                                                                  | Nominat   | [ 6 ] [ 21 ] |
| Premis de l'Acadèmia de Cinema Hel·lènic        | 29 de juny de 2023     | Millor disseny de producció                                       | Edouard Georgiou                                                            | Nominat   | [ 6 ] [ 21 ] |
| Premis de l'Acadèmia de Cinema Hel·lènic        | 29 de juny de 2023     | Premi Efectes Especials i Efectes Visuals                         | Antonis Kotzias                                                             | Nominat   | [ 6 ] [ 21 ] |